# Monuments nationaux de Tuzla
Cet article recense les monuments nationaux situés sur le territoire de la ville de Tuzla en Bosnie-Herzégovine et dans la fédération de Bosnie-et-Herzégovine. La liste établie par la Commission pour la protection des monuments nationaux compte 13 monuments nationaux inscrits sur la liste principale et 3 monuments inscrits sur une liste provisoire.

## Monuments nationaux
| Monument                                                     | Localité      | Géolocalisation | Datation            | Commentaire éventuel | Photo |
| ------------------------------------------------------------ | ------------- | --------------- | ------------------- | --- | ----- |
| Palais de l'éparchie de Zvornik-Tuzla                        | Tuzla         |                 | Début du XXe siècle | Avec ses biens mobiliers ; Église orthodoxe serbe, éparchie de Zvornik-Tuzla                                                    |       |
| Fonds et collections des Archives cantonales de Tuzla        | Tuzla         |                 |                     | |       |
| Hastahana                                                    | Tuzla         |                 | ?                   | Hôpital |       |
| Nécropole de Stare kuće                                      | Breške        |                 | Moyen Âge           | Avec 23 stećci |       |
| Mosquée de Turali-bey (Poljska džamija)                      | Tuzla         |                 | 1572                | Avec son cimetière et un turbe                                                                                                  |       |
| Église Saint-Georges de Tuzla                                | Tuzla-Trnovac |                 | 1899-1900           | Avec ses fresques, son iconostase et son cimetière ; église orthodoxe serbe                                                     |       |
| Église de l'Ascension de Požarnica                           | Požarnica     |                 | 1896                | Avec un vieux chêne ; église orthodoxe serbe                                                                                    |       |
| Production de sel à Tuzla                                    | Tuzla         |                 | XIXe-XXe siècles    | Patrimoine industriel |       |
| Cathédrale de la Dormition-de-la-Mère-de-Dieu de Tuzla       | Tuzla         |                 | 1874-1882           | Avec ses biens mobiliers ; église orthodoxe serbe                                                                               |       |
| Collection de peintures d'Ismet Mujezinović                  | Tuzla         |                 | XXe siècle          | Dans la Galerie internationale du portrait à Tuzla ; Ismet Mujezinović (1907-1984)                                              |       |
| Collection « Tito dans les œuvres des artistes yougoslaves » | Tuzla         |                 | XXe siècle          | Dans la Galerie internationale du portrait à Tuzla                                                                              |       |
| Mosquée de Behram-bey (Tuzla)                                | Tuzla         |                 |                     | Autres noms : Šarena, Časna, Atik, Gradska džamija ; avec son harem, le portail d'entrée et le site de la médersa de Behram Bey |       |

## Liste provisoire
| Monument                                    | Localité | Géolocalisation | Datation                                 | Commentaire éventuel | Photo |
| ------------------------------------------- | -------- | --------------- | ---------------------------------------- | -------------------- | ----- |
| Mosquée blanche de Tuzla                    | Tuzla    |                 | 1990-1997                                |                      |       |
| Mosquée de Husein Čauš (Džindijska džamija) | Tuzla    |                 | Mentionnée pour la première fois en 1701 |                      |       |
| Mosquée de Mehmed-aga (Jalska džamija)      | Tuzla    |                 | Avant 1600                               |                      |       |